# استوارت کوچولو ۳
استوارت کوچولو ۳: ندای طبیعت (به انگلیسی: Stuart Little 3: Call of the Wild) یک فیلم پویانمایی کمدی و ماجراجویانه آمریکایی به کارگردانی آدو پادن است که توسط کمپانی سرگرمی خانگی سونی پیکچرز به صورت فیلم ویدئویی در سال ۲۰۰۶ توزیع شده است. این سومین و آخرین قسمت از سه‌گانه استوارت لیتل می‌باشد. در این فیلم استوارت و خانواده اش تعطیلات تابستانی خود را در کابینی نزدیک دریاچه گارلند می‌گذرانند. در طول تعطیلات، استوارت با یک گندراسو انسان‌نما به نام ریکو دوست می‌شود و …
برخلاف نسخه‌های قبلی خود، این فیلم کاملاً پویانمایی رایانه‌ای است. همچنین این تنها فیلم در این مجموعه است که اکران سینمایی ندارد، در عوض مستقیماً به صورت ویدیویی منتشر می‌شود. برخلاف دو فیلم اول، این فیلم نقدهای کلی منفی دریافت کرد.

## داستان
استوارت‌ها برای گذراندن تعطیلاتشان راهی اطراف دریاچه گارلند می‌شوند و استوارت کوچولو در آنجا با راکونی به نام ریکو آشنا می‌شود. ریکو به وسیله هیولایی در جنگل تهدید شده تا برای هیولا غذا فراهم کند. جدال ریکو و هیولا اسیر شدن گربه خانواده استوارت را به دنبال دارد. حالا استوارت کوچولو باید این گربه را نجات بدهد.